# Mary Jane Girls
O Mary Jane Girls foi um grupo americano de R&B, soul e funk formado no início dos anos 1980. Elas eram protegidas pelo cantor Rick James. São conhecidas pelos sucessos "In My House", "All Night Long", "Candy Man" e sua cover de "Walk Like a Man".
Joanne "Jojo" McDuffie era cantora líder. Nas gravações em estúdio, McDuffie tinha backing vocais gravadas por cantoras profissionais e não membros do   Mary Jane Girls. O Mary Jane Girls lançaram dois álbuns nos anos 1980 e gravaram um terceiro que nunca foi lançado.

## Carreira
Rick James contava frequentemente em suas gravações de estúdio com as vocalistas Joanne "Jojo" McDuffie e as irmãs Maxine e Julia Waters. Para apresentações ao vivo a partir de 1979, James tinha os backing vocals de McDuffie juntamente com Cheryl Bailey (que usava o nome artístico de Cheri Wells), Candice "Candi" Ghant e Kimberly "Maxi" Wuletich. Casualmente entre os músicos, McDuffie, Wells, Ghant e Wuletich usavam o apelido de Mary Jane Girls, um subgrupo da banda de apoio de James, a Stone City Band. As garotas aprenderam coreografia e rotinas de dança, além de praticar vocais com um profissional.
Em 1983, James propôs à Motown que oferecesse um contrato solo para McDuffie mas falhas na comunicação fez com que a gravadora assinasse com todo o grupo feminino, cujo nome foi determinado seria Mary Jane Girls. James preencheu as posições atrás de McDuffie com Wells, Ghant e Wuletich. Ele também escreveu as canções e produziu todas as gravações.
O nome do grupo pode se referir à mary jane, gíria para marijuana; a droga favorita de James. O nome do grupo também pode se referir ao sucesso de James "Mary Jane".) A imagem do grupo foi estilizada como contendo uma garota das ruas (McDuffie), uma supermodel (Ghant), uma cheerleader/patricinha (Wells, depois Marine) e uma dominatrix (Wuletich).
As irmãs Waters e McDuffie cantaram todas as partes do primeiro álbum de Mary Jane Girls: Mary Jane Girls (1983). O álbum rendeu seus primeiros sucessos R&B: "Candy Man", "All Night Long" (que posteriormente foi incluída na trilha sonora do jogo de 2002 Grand Theft Auto: Vice City) e "Boys". Nas apresentações ao vivo, as Mary Jane Girls contavam com a Stone City Band como banda. Os membros masculinos da banda também cantavam os backing vocals, auxiliando McDuffie. Cheri Wells deixou o grupo antes do álbum seguinte ser gravado. Ele foi substituída por Yvette "Corvette" Marine.
O grupo lançou seu segundo álbum Only Four You em 1985. McDuffie cantou na maioria das faixas e as irmãs Waters foram contratadas para serem as backing vocals, pois as outras garotas do grupo eram vocalmente limitadas. O primeiro single "In My House" se tornou o maior sucesso do grupo, alcançando o número 3 da parada R&B e entrando também na parada Billboard Hot 100, onde atingiu o número 7 e passou 12 semanas no Top 40. Também entrou na parada Hot Dance Club Play, atingindo o número 1 por duas semanas em abril de 1985. "Wild and Crazy Love" foi o segundo single deste álbum e também entrou nas paradas R&B (número 10) e dance  (número 3). Atingiu o número 42 na Billboard Hot 100. O último single, "Break It Up", alcançou apenas o número 79 da parada R&B e não entrou na  Billboard Hot 100, mas entrou em número 39 da parada Hot Dance Club Play.
No álbum, todos os sucessos foram cantados por McDuffie. Cada uma das outras cantoras deu sua contribuição sendo a vocalista principal em uma canção.  David B. Wilson e John Alroy revisaram estas outras canções do álbum, dizendo que Marine e Wuletich "não conseguiam cantar", mas que Ghant "ser capaz o bastante" como cantora, embora sua canção "I Betcha" não tenha feito sucesso. Nenhuma destas canções foram lançadas como singles.
Um terceiro álbum foi gravado pelo grupo, um projeto chamado Conversation, mas foi arquivado por décadas, finalmente sendo lançado em 2014 como parte de uma retrospetiva mais ampla do trabalho de James. Entretanto, um single foi lançado deste projeto em 1986, uma covee do sucesso de Frankie Valli & The Four Seasons, "Walk Like a Man" que pode ser escutada no filme A Fine Mess. O single alcançou o número 41 na parada Billboard Hot 100. Outro single, "Shadow Lover", foi lançado em 1986, e as Mary Jane Girls apareceram no porgrama Soul Train dublando, mas o single não foi promovido pela gravadora. Ghant obteve outro trabalho em 1986 quando James e a Motown estavam em disputa, pois as Mary Jane Girls não tinham apoio da gravadora. As Mary Jane Girls se separaram oficialmente em 1987.

## Legado
Cheri Wells foi recrutada por Morris Day para ser a vocalista principal de sua banda formada somente por garotas, Day Zs, que lançou um álbum e um single pela Reprise Records em 1990, mas sem sucesso.
Em 1991, Marine processou a Virgin Records, alegando ter dividido os vocais principais das canções "Opposites Attract", "Knocked Out" e "I Need You" no álbum de estreia de Paula Abdul, Forever Your Girl. Em 1993, um juri decidiu contra Marine.
Em 1995, a canção "All Night Long" foi remixada por Mike Gray e Jon Pearn e ganhou o subtítulo de "The Hustlers Convention Remixes", lançada em single de vinil 12" e CD. Estes remixes ganharam atenção nos dance clubs, e atingiram o número 51 no Reino Unido. Também em 1995, McDuffie, Ghant e  Wuletich se apresentaram no programa de televisão The Jenny Jones Show, com o nome de MJG. Elas continuaram se apresentando ocasionamente por um ano ou dois.

## Discografia

### Álbuns de estúdio
| 1983                                                                                     | Mary Jane Girls | 56 | 6 | —  | —  | 51 | - EUA: Ouro | Gordy |
| 1985                                                                                     | Only Four You   | 18 | 5 | 67 | 28 | —  | - EUA: Ouro | Gordy |
| "—" denota uma gravação que não alcançou a parada ou não foi lançado naquele território. |                 |    |   |    |    |    |             |       |

### Compilações
- In My House: The Very Best of the Mary Jane Girls (1994, Motown)
- 20th Century Masters - The Millennium Collection: The Best of the Mary Jane Girls (2001, Motown)

### Singles
| 1983                                                                                     | "Candy Man"                                        | 101 | 23 | 8  | —  | —  | —  | —  | — | —  | 60 | Mary Jane Girls      |
| 1983                                                                                     | "All Night Long"                                   | 101 | 11 | 8  | —  | —  | —  | 18 | — | —  | 13 | Mary Jane Girls      |
| 1983                                                                                     | "Boys"                                             | 102 | 29 | 8  | —  | —  | —  | —  | — | —  | 74 | Mary Jane Girls      |
| 1984                                                                                     | "Jealousy"                                         | 106 | 84 | —  | —  | —  | —  | —  | — | —  | —  | Mary Jane Girls      |
| 1985                                                                                     | "In My House"                                      | 7   | 3  | 1  | 19 | 8  | 6  | —  | 6 | 6  | 77 | Only Four You        |
| 1985                                                                                     | "Wild and Crazy Love"                              | 42  | 10 | 3  | —  | 26 | —  | —  | — | —  | —  | Only Four You        |
| 1985                                                                                     | "Break It Up"                                      | —   | 79 | 33 | —  | —  | —  | —  | — | —  | —  | Only Four You        |
| 1986                                                                                     | "Walk Like a Man"                                  | 41  | 91 | —  | —  | 26 | 97 | —  | — | 48 | —  | A Fine Mess          |
| 1995                                                                                     | "All Night Long (The Hustlers Convention Remixes)" | —   | —  | —  | —  | —  | —  | —  | — | —  | 51 | Não lançada em álbum |
| "—" denota uma gravação que não alcançou a parada ou não foi lançado naquele território. |                                                    |     |    |    |    |    |    |    |   |    |    |                      |